# Glaucopsyche melanops
La pardilla o escamas azules (Glaucopsyche melanops) es una especie de mariposa de la familia Lycaenidae. Se la puede encontrar en la parte occidental de Europa meridional y en el norte de África.

## Descripción
La longitud de sus alas delanteras es de entre 11–13 mm. La mariposa vuela de mayo a julio dependiendo de la localización. Habita en claros de bosques, dispersos y muy expuestos al sol.
Las larvas se alimentan de plantas de la familia Fabaceae. Las orugas consumen tanto las flores como las semillas.